# لورين بورمان
لورين بورمان (بالإنجليزية: Lorraine Bormain)‏ هي عالمة كمبيوتر أمريكية تعمل في جامعة نورث وسترن حيث تُركز في عملها على استرجاع المعلومات، العلوم الاجتماعية الحاسبية والتفاعل بين الإنسان والحاسوب. كانت واحدة من مؤسسي إس آي جي سي آيتش إي (SIGCHI) وهي مجموعة ذات اهتمام مشترك حيث تهتم بالتفاعل بين الكمبيوتر والبشر وتشترك في عملها مع رابطة مكائن الحوسبة التي أصبحت أول رئيسة لها في وقت سابق.

## الخلفية
في أواخر 1960 و1970 عملت بورمان في مركز الحوسبة التابع لجامعة نورث وسترن حيث نشرت العديد من الأعمال في مجال استرجاع المعلومات الحاسوبية والعلوم الاجتماعية. قبل عام 1977 شغلت منصب رئيسة تحرير نشرة مجموعة رابطة مكائن الحوسبة ذات الاهتمام المشترك بالعلوم الاجتماعية والعلوم السلوكية الحوسبية (SIGSOC) وفي هذا الإطار سافرت إلى الصين مع مجموعة من شباب وشابات الكلية للقيام بجولة في مرافق الحوسبة هناك.

## تأسيس إس آي جي سي آيتش آي
بداية في عام 1978؛ بدأ جريج ماركس في التفكير بإعادة بناء مركز مشابه لـ SIGSOC وذلك باعتبار أن استخدام الحاسب الآلي في العلوم الاجتماعية أصبح أكثر انتشارا مما يجعل من الممكن بالنسبة SIGSOC إدارة النظم الأساسية في العلوم الاجتماعية وعلاقتها بالمجتمعات بدلا من رابطة مكائن الحوسبة. في ذلك الوقت كانت بورمان تُركز على موضوع التفاعل بين الإنسان والحاسوب وقد قامت بعقد مؤتمر لمناقشة هذا الموضوع في عام 1978؛ وتم فيه الاتفاق على تأسيس إس آي جي سي آيتش آي بحلول عام 1981 والتركيز على هذا الموضوع وفقط. قبل عام 1982، أقنعت بورمان إدراة رابطة مكائن الحوسبة بإعادة تسمية SIGSOC إلى SIGCHI، فأصبحت بورمان أول رئيسة لهذه الأخيرة واحتفضت بالكرسي لمدة ست سنوات.

## الجوائز والأوسمة
في عام 1992 تُوجت بورمان بجائزة تقديرية من قِبل رابطة مكائن الحوسبة بسبب إسهاماتها البارزة في علم الحاسوب؛ وفي عام 1994 انتخبت باعتبارها زميلة في الرابطة وذلك بفضل عملها الدؤوب والتزامها الكامل بتطوير وإنماء مجموعة إس آي جي سي آيتش آي وكذلك بفضل شرارتها الإبداعية ومهارتها مع الكمبيوتر التي قادتها لتحرير عشرات المقالات وإنشاء مئات التقارير حول علم الحاسوب وقواعد البيانات وكفيية التخطيط لها أو استرجاعها. في عام 2003 نالت جائزة إس آي جي سي آيتش آي عن خدمتها في تطوير المجموعة.